# Порицање климатских промена
Порицање климатских променa или порицање глобалног загревања представља део контроверзности која укључује порицање, одбијање или неоправдану сумњу према научном мишљењу о климатским променама, укључујући и мере узроковане људима и њиховом утицају на природу и људско друштво. Многи који негирају, одбацују или држе неоправдану сумњу у вези са научним консензусом о антропогеном глобалном загревању се називају скептицима климатских промена. Ипак, тај назив су неки научници окарактерисали као нетачан опис, због чега се порицање климатских промена третира као један вид псеудонауке.
Организована кампања за довођење у опасност поверења јавности у климатске науке повезана је са конзервативном економском политиком и потпомогнута индустријским интересима супротстављеним регулацији CO2. Негирање климатских промена повезано је са лобијем фосилних горива, браћом Коч, заговорницима индустрије и конзервативним истраживачким центрима, често у  Сједињеним Америчким Државама. Више од 90% скептичних радова према климатским променама потиче из десничарских истраживачких центара.
Од касних 1970-их, нафтне компаније су публицирале истраживања у великој мери у складу са стандардним погледима на глобално загревање. Упркос томе, нафтне компаније су неколико деценија организовале кампању забране климатских промена ради ширења јавних дезинформација, што је слична стратегија организованом ускраћивању опасности од пушења дувана од стране дуванске индустрије.

## Историја
Истраживања ефеката угљен-диоскида на климу су започета 1824. када је Жозеф Фурије закључио постојање  ефекта стаклене баште.
Научник који је радио за Шел је 1959. навео у чланку часописа New Scientist да су циклуси ефеката угљен-диоксида довољно распрострањени да утичу на равнотежу у природи. Ипак, већ 1966. је објављен чланак у коме је тврђено потпуно супротно: температура земљине атмосфере ће наставити да расте и као директнпространиа последица тога огромне промене у клими Земље ће пратити и да ће такве промене температуре узроковати топљење ледених површина.
Свесност јавности о ефекту стаклене баште је расла '70-их, док су неке кампање почеле да негирају еколошке бриге које би довеле до државних регулација. Америчка влада је изјавила 1981. да је глобално загревање политички проблем и да намеравају да смање буџет за њено истраживање и надзор угљен-диоксида. 
Њујорк тајмс и остали медији су изјавили 2015. године да су компаније нафтне индустрије знале да сагоревање нафте и гаса узрокује климатске промене и глобално загревање још од 1970-их, али су, ипак годинама финансирале порицања истих.
Порицање климатских промена је најизраженије у САД-у. Већина републиканских кандидата у избору за председника САД-а је 2016. године порицала или доводила у питање климатске промене и противили су се америчкој влади да се позабаве климатским променама.

## Лажна веровања
Намерни покушаји нафтних компанија да збуне јавност су успели. Ово је погоршано медијским третманом климатских проблема. Психолози упоређују поборнике порицања климатских промена са поборницима веровања да је Земља равна плоча. У последње време глобалне компаније су почеле да додељују значај постојању климатских промена и пратећих ризика.

## Псеудонаука
Различите групе, укључујучи Национални центар за научно образовање, описале су порицање климатских промена као облик псеудонауке. Скептицизам према климатским променама, иако се у неким случајевима бави истраживањем промена климе, се фокусирао на утицај мишљења јавности, законодавства и медија, насупрот легитимној науци.

У рецензији књиге The Pseudoscience Wars: Immanuel Velikovsky and the Birth of the Modern Fringe Мајкла Д. Гордина, Дејвид Морисон је написао:
У свом последњем поглављу, Гордин се осврће новој фази псеудонауке коју практикује и неколико бесрамних научника. Порицање климатских промена је главни пример где неколицина научника, удружених са ефикасном ПР машином, јавно оспорава научни консензус да је глобално загревање реално и првенствено последица људске потрошње фосилних горива. ... И данас је псеудонаука  још увек присутна, а науци је и даље једнако опасан изазов као некада. 
Сенатор Герард Реник из Квинсленда, Аустралије, је оптужио Аустралијски биро за метеорологију да мења податке из температурних записа, како би подржао наратив о климатским променама (биро је ажурирао податке прикупљене старом опремом да би их могли упоредити са подацима прикупљеним новијом опремом). 

## Различити стубови порицања

### Научно порицање
Са овим начином порицања смо сви упознати: да је наука о порицању промена нерешена. Неки тврде да су промене само још један део природног циклуса или да су климатски модели непоуздани или превише осетљиви према угљен-диоксиду. Постоје чак и тврђења да је угљен-диоксид мали део атмосфере и да не може да има ефекат у загревању или да научници штелују податке да покажу да се мења клима. Сви ови аргументи су лажни и постоји консензус међу научницима о узроку климатских промена. Климатски модели који предвиђају порасте глобалне температуре су остали доследни последњих 30 година, упркос порасту комплексности.

### Економско порицање
Идеја да су климатске промене превише скупе да се поправе је још један прикривени облик порицања. Економисти налажу да може да се доста тога промени са само 1% бруто домаћег производа (енгл. GDP).

### Хуманитарно порицање
Неки тврде да су климатске промене добре по нас. Налажу да ће дужа и топлија лета повећати продуктивност пољопривреде. Ови добици су углавном неутрализовани сушним летима и повећаној учесталости топлотних таласа у истим подручјима. Постоје мишљења да је нашим биљкама потребан вишак угљен-диоксида да би расле, тако да он делује као нека врста ђубрива. Ово је заправо истина, јер се на тај начин четвртина угљен-диоксида упије сваке године, док још једну четвртину упију океани. Али, велики губици пространих подручја природне вегетације и промене у земљишту неутрализују овај благи ефекат ђубрива.

### Политичко порицање
Често се прибегава аргументу да се не може реаговати јер друге државе нису реаговале. Упркос томе, нису све државе једнако криве у порицању климатских промена. На пример, четвртина људски произведеног угљен-диоксида настаје у САД-у, док је тај број нешто мањи у Европској унији. Развијеније државе имају етичку одговорност да предводе у смањењу количине издувних гасова. У суштини, све државе треба да реагују да би било глобалног ефекта.
Џејмс "Џим" Инхоф сматра се републиканским политичаром који најбоље негира глобално загревање које је створио човек. Између осталог, назвао га је највећом преваром којом је амерички народ икада био изигран. Као председавајући Одбора за заштиту животне средине Сената, учинио га је важним стубом организоване сцене ускраћивања климатских промена; такође је позвао водеће истраживаче климе да буду приведени правди. Он је уско повезан са Марком Мораном, који води веб страну за демантовање климатских промена. У фебруару 2015. године, унео је снежну грудву на седницу Сената и навео постојање снега као доказ против глобалног загревања и недавно најављених рекордних високих температура 2014.

### Порицање кризе
Последњи аргумент порицања климатских промена је да не журимо ка наглим променама, нарочито када узмемо у обзир несигурност подигнуту помоћу других подручја. Неки тврде да промене нису толико озбиљне колико их приказују научници и да ћемо бити моћнији и богатији у будућности па ћемо моћи боље да реагујемо. Такође, поигравају се са емоцијама људи, зато што већини не одговарају нагле промене јер се осећају као да живе у најбољем времену, посебно они који су имућни или на високој позицији. Слични шупљи аргументи су употребљавани и у прошлости, углавном у смањивању дискриминације.

## Лобирање
Републиканска странка САД тренутно је утицајнија политичка странка на свету која отворено негира потребу ублажавања климатских промена; „Истраживачки центри“ повезани са овом странком спроводе значајан део публикација које негирају климатске промене.
Избор Доналда Трампа за председника САД-а, који је изјавио да су Кинези „измислили глобално загревање“, била је важна победа за оне који одбацују климатске промене.
Особе које је Трамп именовао на важна места у Агенцији за заштиту животне средине, одавно су укључене у кампању против климатских наука, као и у покушајима процесуирања климатолога. Документи објављени током стечајних поступака неколико америчких компанија за продају угља указују на то да су  компаније угља прећутно плаћале активности неких од њих.
Прелазна управа америчког Министарства енергетике објавила је упитник у којем су од особља Министарства тражили информације о њиховом учешћу на климатским конференцијама. Негативна реакција јавности и медија, изражавајући бојазан да се припрема „лов на вештице“, присилила је Трампов тим да се повуче рекавши да овај лист „није званично одобрен“.
Нова управа саопштила је да је НАСА-ино истраживање Земље из свемира „исполитизовано“ и да ће њено финансирање драстично бити смањено. То је изазвало критике у научној заједници, где су и Трампови политички противници такође су негативно реаговали. Гувернер Калифорније Џери Браун рекао је да "ако Трамп искључи сателите, Калифорнија, дођавола, ће лансирати своје".
Изражена је забринутост да, кад нови председник ступи на функцију, базе података осетљиве на климу би могле бити уништене.

## Ефекат порицања

### Србија
У Србији је изражен пораст дневних температура и чешћих невремена, који се испољавају кроз бројне поплаве и суше. Ове нуспојаве климатских промена највише утичу на земљораднике и пољопривреднике, што се директно изразило на смањење извоза малина прошлих година. Изражене промене у падавинама и појаве нових болести отежавају одржавању пожељног стања пољопривреде у Србији. Због виших температура, нарочито током лета, испаравања су се повећала, што је узроковало смањењу нивоа воде у рекама и концентрације кисеоника, као и квалитета воде. Ово је узрок мањег броја рибе и њиховог лошијег здравља, али и лошијег квалитета меса.
Порицање климатских промена је веома изражено у Србији. Већина припадника старије популације не верује у постојање глобалног загревања и сматрају да је то само још једно пролазно стање које нема везе са људима. За разлику од њих, већина млађе популације и добро информисаног становништва схвата озбиљност климатских промена, али се само мали број активно бори за побољшање и напредак на том пољу.
Последње две године, 2018. и 2019. биле су најтоплије у историји Србије од када постоји систематско мерење. Летњи месеци постају сувљи и у хладнијем периоду године има више падавина него раније. Протеклих година је постало скоро уобичајено да се просечна количина падавина за цео месец сручи на земљу у току само пар дана. Због тога су поплаве све чешће и током скоро сваке године се дешава да се чак више пута јаве и да ремете свакодневни живот грађана. Ипак, поред свих очигледних доказа, становништво се осећа немоћно поводом ове ситуације и изгледа као да је у немогућности да делује, што није потпуно истинито.

### Свет
Несигурност у вези са климатским променама је била веома ефикасна, посебно у САД-у.  То је доприносило ниским нивоима забринутости јавности и неактивности влада широм света. Ангус Реид је објавио анкету  2010. године, која показује да скептицизам према глобалном загревању расте у САД-у, Канади и Великој Британији.
Анкете показују да 54% америчких бирача верује да "медији чине да се глобално загревање прави горим него што заиста јесте". На анкету из 2009. године, на питање да ли су "неки научници фалсификовали податке о истраживању како би подржали своје сопствене теорије и уверења о глобалном загревању", показало је да 59% Американаца верује "да је бар донекле вероватно ", док 35% верује да је "то врло вероватно".
Њузвик је известио да већина Европе и Јапан прихватају консензус о научним климатским променама, док је само трећина Американаца сматрала да људска активност игра велику улогу у климатским променама у 2006. години; 64% верује да се научници око тога "не слажу".  Анкета из Њузвика из 2007. године установила је да тај број опада, иако је већина Американаца и даље веровала да су научници несигурни у погледу климатских промена и њених узрока. Раш Холт је написао чланак за Science који се појавио у Њузвику:
Намерни покушаји западњачких Асоцијација за горива да "збуне јавност" су успела у својим циљевима.
Социјални психолог Крејг Фостер упоређује порицатеље климатских промена са поборницима да је Земља равна . Фостер је изјавио:"... Порицање климатских промена не захтева веровање. Оно захтева само занемаривање."
С друге стране, светске нафтне компаније почеле су да потврђују постојање климатских промена и њихових ризика. Ипак, најпознатије нафтне компаније и даље троше милионе долара на лобирање за одлагање, слабљење или блокирање полиса за борбу против климатских промена.

## Последице
У копненим екосистемима, ранији долазак пролећа, као и промене у биљном и животињском распону, су великим поверењем повезани са недавним загревањем. Очекује се да ће на већину екосистема утицати виши нивои атмосферског CO2 и веће глобалне температуре. Глобално загревање допринело је ширењу сувих климатских зона, као што је, вероватно, ширење пустиња у суптропима. Све у свему, очекује се да ће климатске промене резултирати изумирањем многих врста и смањењем разноликости екосистема. Раст температуре гура пчеле до њихових физиолошких граница и може изазвати истребљење њихове популације.
Океан се загрева спорије од копна, али су биљке и животиње у океану мигрирале према хладнијим половима једнако брзо или брже од врста на копну. Као и на копну, топлотни таласи у океану јављају се више због климатских промена са штетним утицајима на широк спектар организама као што су корали, алге и морске птице. Закисељавање океана прети оштећењем коралних гребена, рибарству, заштићеним врстама и другим природним ресурсима од вредности за друштво. Виши океански CO2 може утицати на мозак и централни нервни систем одређених врста риба, што смањује њихову способност да чују, миришу и избегавају предаторе.
- Неки утицаји на биосферу који се приписују климатским променама
- Избељивање корала. Избељивањем је оштећен Велики корални гребен и прети гребенима широм света.
- Екстремно време. Суша и високе температуре погоршале су бурне пожаре 2020. у Аустралији
- Арктичко загревање. Одмрзавање пермафроста поткопава инфраструктуру и ослобађа метан у петљи позитивних спрега.
- Уништавање станишта. Многе арктичке животиње ослањају се на морски лед, који нестаје на загрејаном Арктику.
- Ширење штеточина. Благе зиме омогућавају преживљавање борових буба које убијају велике шуме.